# طائر الذعرة
طائر الذعرة(باللاتينية: Willie Wagtail) بضم الذال،هو طائر من رتبة العصفوريات موطنه الأصلي أستراليا،و غينيا الجديدة،و جزر سليمان،و أرخبيل بسمارك،وأخيرا إندونيسيا.
والاسم العلمي له Rhipidura leucophrys،هو من الطيور الشائعة وأيضا طائر مألوف في نطاق بعيد، ويفضل الغابات الكثيفة.
يصل طوله من 19.0 إلى 21.5,ولونه متداخل مع اللونين الأسود من الأعلى والأبيض من الأسفل؛وريش الذكور مماثل للإناث أيضا.
وهناك ثلاثة مناطق يعترف بها طائر الذعرة ؛المناطق الوسطى والجنوبية وأستراليا وشمال أستراليا وبالتحديد بيكاتا ومدينة ميلاليوكا في غينيا الجديدة.
وليس لها علاقة في حقيقات الذعرات من جنس Motacilla بل تنتمي إلى عائلة fantail في جنس Rhipidura التي تنضم إلى مجموعة حقيقات الغراب الذي فيها الغربان وطائر الجنة ودرونقوز.
طائر الذعرة منضم إلى عائلة Dicruridae،على الرغم أن بعض المصنفين يرون أنها متميزة بما يكفي لتبرير إنشائها عائلة جديدة وهي Rhipiduridae